# Jean-Paul Brodbeck

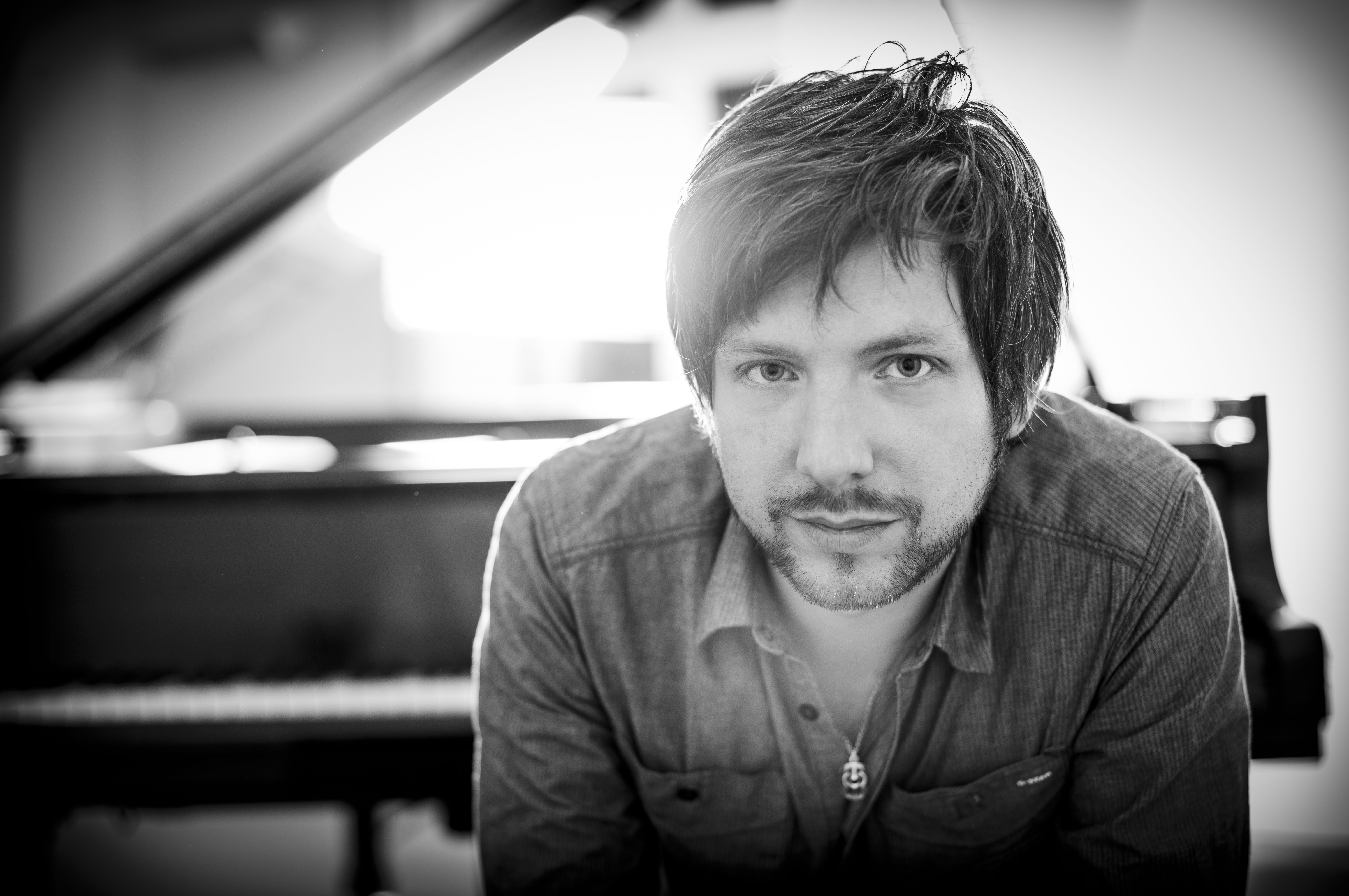
Jean-Paul Brodbeck (Foto: Tobias Stahel)

Jean-Paul Brodbeck (* 1974 in Basel) ist ein Schweizer Jazz-Pianist.

## Biographie
Brodbeck machte mit zehn Jahren erste Versuche auf dem Piano, ehe er 1985–1989 Klavierunterricht besuchte und anschliessend bei Hans Feigenwinter Jazz studierte. 1991 nahm er am Konservatorium Basel bei Peter Efler das Studium auf, belegte Kurse in Kammermusik und erlangte 1995 das Lehrdiplom.
Als 12-Jähriger gründete Brodbeck eine erste Band, mit 15 Jahren trat er mit Lionel Hampton auf. Er gehörte zur Basler Rapgruppe P27 und war Gründungsmitglied der Jazzrock-Band Chapter 12 mit Andy Scherrer. Seither gab er unzählige Konzerte in verschiedensten Formationen, als geschätzter Sideman, aber auch unter eigenem Namen. Er ist auf einem Dutzend CDs zu hören – und er ist Dozent an der Musikhochschule Luzern.
Brodbeck kennt kaum musikalische Grenzen: Er spielte Rap genau so wie Klezmer, Jazzrock genau so wie Filmmusik oder Jazz als Solist und in Kleinformationen. Neben seiner stetigen Arbeit im Trio konzertiert er mit seiner Formation der Jean-Paul Brodbeck Group. Auch versuchte er gemeinsam mit Kurt Rosenwinkel, Chopins Werk in die Welt des zeitgenössischen Jazz zu übertragen. Daneben kam es zu Auftritten mit Musikern wie Herbie Mann, David Liebman, Wolfgang Muthspiel, Nat Su, Adam Taubitz, Daniel Schnyder, Nils Wogram, Matthieu Michel, Johannes Enders und Billy Hart.

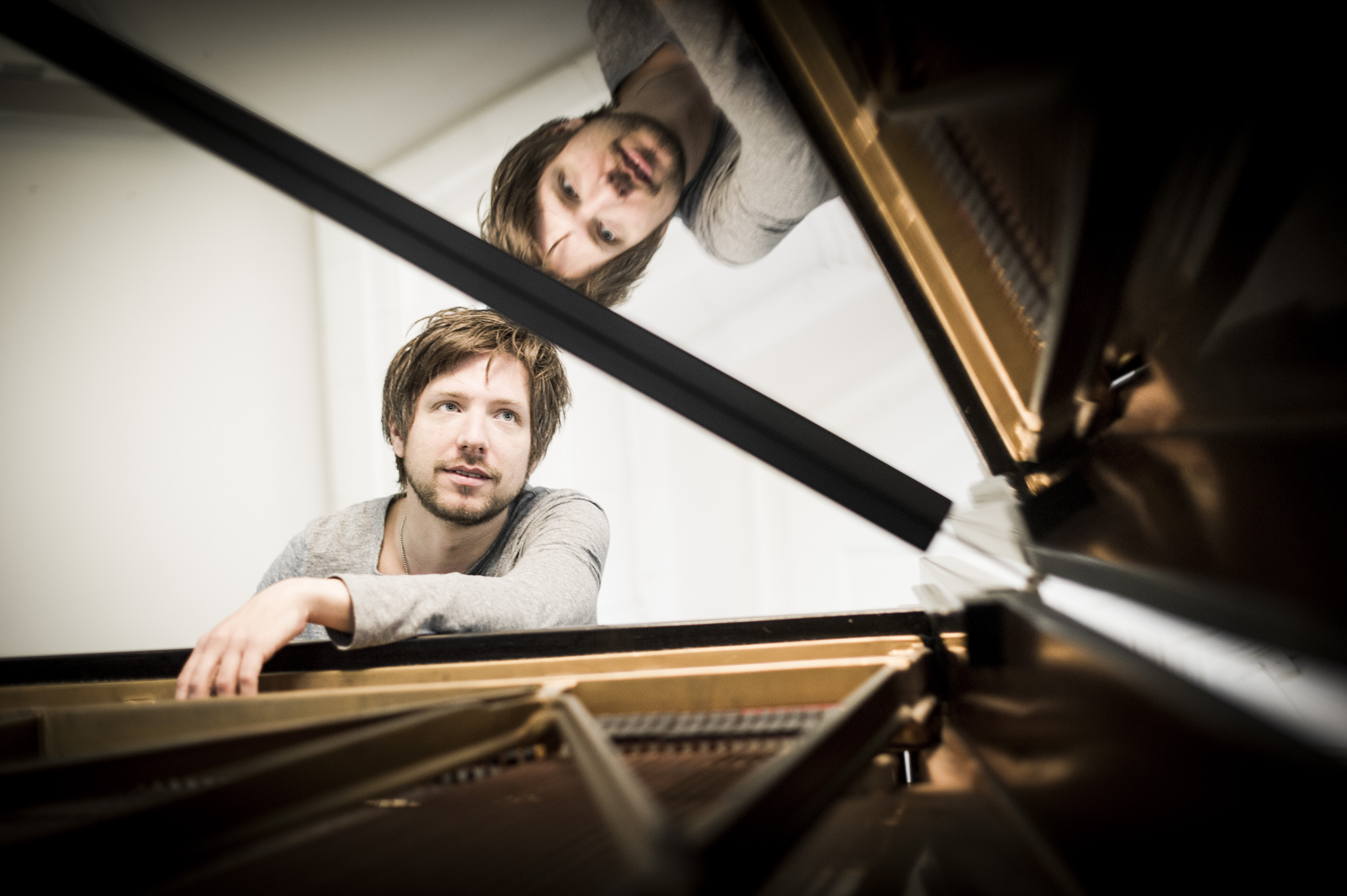
Jean-Paul Brodbeck (Foto: Tobias Stahel)

## Diskographische Hinweise
- Jean-Paul Brodbeck Trio – Ways to You (2002, Universal)
- Jean-Paul Brodbeck (Solo) – Lyrical Output (2003, Universal)
- Jean-Paul Brodbeck Trio – Ground (2005, Universal)
- Brodbeck’s Playground – Mood Hunter
- Jean-Paul Brodbeck Song of Tschaikowsky – None but the Lonely Heart (2007, Unit Records)
- Jean-Paul Brodbeck Group – Hang on Hippie (2009, Material Records)
- Jean-Paul Brodbeck Trio – "A different Mind", (2012, Enja)
- Extra Time (Enja Yellowbird Records 2017, mit Lukas Traxel, Claudio Strüby)
- Jean-Paul Brodbeck Solo "Expansion", (2020, Enja)
- Kurt Rosenwinkel & Jean-Paul Brodbeck: The Chopin Project (Heartcore Records 2022, mit Lukas Traxel, Jorge Rossy)